# Etzelwang
Etzelwang település Németországban, azon belül Bajorországban. Lakosainak száma 1412 fő (2023. december 31.).

## Népesség
A település népessége az elmúlt években az alábbi módon változott:
| Lakosok száma | 431  | 839  | 749  | 1367 | 1394 | 1366 | 1392 | 1376 | 1389 | 1412 |
|               | 1875 | 1950 | 1975 | 1987 | 2012 | 2014 | 2016 | 2017 | 2021 | 2023 |